# Brahmina simlana
Brahmina simlana är en skalbaggsart som beskrevs av Moser 1913. Brahmina simlana ingår i släktet Brahmina och familjen Melolonthidae. Inga underarter finns listade.